# 深川ジャンクション
深川ジャンクション（ふかがわジャンクション）は、北海道深川市音江町向陽にある道央自動車道と深川留萌自動車道を結ぶジャンクション。

## 歴史
- 1998年（平成10年）4月11日 : 深川留萌自動車道・深川JCT - 深川西IC間（深川沼田道路）の開通に伴い、道央自動車道と深川留萌自動車道が結ばれる[1]。
- 2018年（平成30年）12月 : IC番号を「8-1」から「42」に変更[注 1]。

## 接続する道路
- E5 道央自動車道（北海道縦貫自動車道）
- E62 深川留萌自動車道（一般国道自動車専用道路 (B)）

## 隣
E5 道央自動車道
(41)滝川IC - (42) 深川JCT - (43) 深川IC
E62 深川留萌自動車道（深川沼田道路）
(42) 深川JCT - 深川西TB - (1) 深川西IC